# 伊尔斯费尔德
伊尔斯费尔德是德国巴登-符腾堡州的一个市镇。总面积26.51平方公里，总人口8595人，其中男性4291人，女性4304人（2011年12月31日），人口密度324人/平方公里。